# Arabie déserte

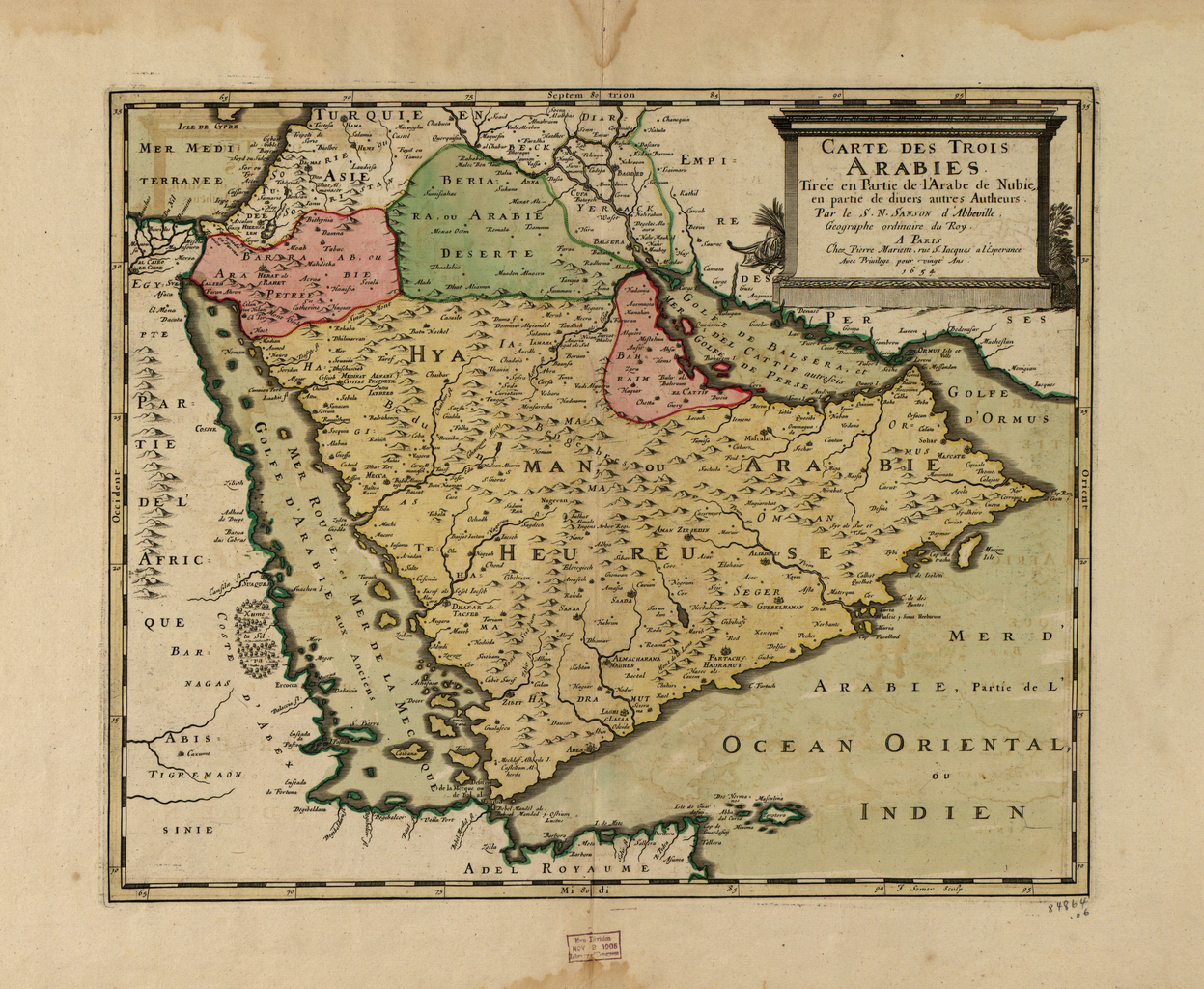
"Carte des trois Arabies: tirée en partie de l'Arabe de Nubie, en partie de divers autres auteurs", Nicolas Sanson, 1654

L'Arabie déserte est le nom donné par Claude Ptolémée à une région du Proche-Orient antique. Le qualificatif « déserte » est destiné à la distinguer de l'Arabie Heureuse (sud) et de l'Arabie Pétrée (nord-ouest). L'Arabie déserte (nord-est de la péninsule), malgré son nom, ne couvrait pas une région occupée seulement par des nomades : Ptolémée y comptait trente-neuf cités. La région doit peut-être être assimilée au territoire que Pline l'Ancien plaçait entre Dumatha (Jawf) et le golfe Persique (Histoire Naturelle, VI, 32, 146).
Il faut rappeler que la présence importante et continue de peuples arabes est bien attestée dans l'Antiquité en dehors de la péninsule arabique et jusqu'en Mésopotamie, autour de la ville d'Hatra à l'est de la Syrie, où l'on connaît un « roi des Arabes », et vers Doura Europos. Ces peuples n'étaient donc pas non plus tous nomades, même si les sources antiques parlent parfois d'arabes skenitai (appelés ainsi par les Grecs et qui signifie « qui vivent dans des tentes ») ou se complaisent à décrire les Saraceni comme de farouches nomades. La présence d'Arabes est également bien attestée en Égypte à l'époque romaine, en particulier au sein de l'armée.
Lorsque les armées romaines remportaient une victoire dans cette région, l'empereur prenait le titre d'Arabicus c'est-à-dire « vainqueur des Arabes », comme le fit Septime Sévère.
C'est aussi un récit de voyage en 1876 de Charles Montagu Doughty (1843-1926).